# Mataguayo
Mataguayo, skupina plemena američkih Indijanaca porodice Mataco-Macan, uže grupe Mataco-Mataguayo koja su obitavala u Argentini. Mataguayo Indijance zastupaju plemena Abucheta, Hueshuo, Pesatupe, i jedina preživjela grupa Véjoz, koja su srodna s Mataco plemenima Guisnay i Noctén. Mataco-Mataguayo se jezično povezuju plemenima Chorotí-Ashluslay i Enimagá ili Maccá. Jedini preživjeli Véjoz, njih 25,000, nastanjeni su duž gornjih tokova rijeka Bermejo i Pilcomayo u argentinskim provincijama Chaco, Formosa, Salta i Jujuy. Ima ih nešto i u Boliviji.
Mataguayosi su kulturno pripadala plemenima Chaca, poznatim po sakupljanju plodova algarrobe. 

## Vanjske poveznice
- Mataguayo
- Mataco Indians